# Heliophanus maculatus
Heliophanus maculatus là một loài nhện trong họ Salticidae.
Loài này thuộc chi Heliophanus. Heliophanus maculatus được Ferdinand Karsch miêu tả năm 1878.